# RobotWar
RobotWar là một trò chơi lập trình được viết bởi Silas Warner. Cùng với phần mềm RobotWrite, trò chơi này được phát triển bằng ngôn ngữ lập trình TUTOR trên nền tảng PLATO vào những năm 1970. Sau đó, trò chơi đã được thương mại hóa và chạy trên máy tính Apple II. Trò chơi được phát hành bởi Muse Software vào năm 1981.
Trò chơi lấy bối cảnh vào năm 2002, khi chiến tranh trở nên nguy hiểm cho sức khỏe con người. Bấy giờ các quốc gia sẽ giải quyết xung đột của họ trong một trận chiến mà những chiến binh là những robot.  Đất nước của bạn (người chơi) đã tạo ra những robot chiến đấu rất mạnh. Nhiệm vụ được đặt ra cho người chơi là: "Lập trình cho một robot để nó trở nên bất bại".
Hoạt động chính của trò chơi là viết chương trình máy tính mô phỏng để vận hành robot. Một trận chiến có thể có nhiều robot cùng tham chiến cho đến khi chỉ còn một robot sống sót. Các robot không biết vị trí hoặc vận tốc của bất kỳ robot nào khác; người lập trình chỉ sử dụng các xung radar để suy ra khoảng cách, và có thể là suy ra được vận tốc... nhờ đó điều khiển robot tham chiến.

## Chương trình điều khiển
Ngôn ngữ lập trình robot tương tự như BASIC. Có 34 thanh ghi có thể được sử dụng làm biến hoặc cho các chức năng vào/ra dữ liệu của robot. Một chương trình ví dụ từ hướng dẫn của trò chơi:
```
SCAN
  AIM + 5 TO AIM; MOVE GUN
  AIM TO RADAR; SEND RADAR PULSE
LOOP
  IF RADAR < 0 GOSUB FIRE; TEST RADAR
  GOTO SCAN
FIRE
  0 - RADAR TO SHOT; FIRE THE GUN
  ENDSUB
```

Robot trong chương trình này có các chức năng: Quét radar vòng tròn, bắn ra các luồng radar, và khi phát hiện ra một robot khác, nó sẽ bắn một viên đạn phát nổ ở khoảng cách chính xác theo ước tính của xung radar. Robot trong chương trình này đứng yên trong toàn bộ trận chiến, vì nó không được gán bất kỳ thông số nào vào các thanh ghi chuyển động của nó.

## Đánh giá
Harry White đã đánh giá RobotWar trong tạp chí The Space Gamer số 45 rằng: "Robot War xứng đáng [...] với giá tiền của nó. Và nếu bạn không có máy tính Apple, nhưng có một máy tính cá nhân thương hiệu khác, cứ chờ đi - vì sẽ có một trò chơi tương tự dành cho bạn. Nó là điều phải xảy ra."
Trong số đầu tiên của Computer Gaming World, RobotWar đã được khen ngợi vì giúp ngôn ngữ lập trình trở nên dễ dàng để học, và trong nhiều năm tạp chí cũng đã tổ chức nhiều cuộc thi lập trình robot. Năm 1996, tạp chí đã xếp trò chơi ở hạng thứ 85 trong số những trò chơi hay nhất từ trước đến nay. BYTE cũng ca ngợi Battle Language về tiềm năng của nó trong việc dạy lập trình, cũng như trong việc lập trình và gỡ lỗi tinh vi, nhưng lưu ý rằng hiệu suất chậm của loại ngôn ngữ này có thể khiến robot đôi khi hành xử theo những cách không ngờ tới.